# Pierre Vogel

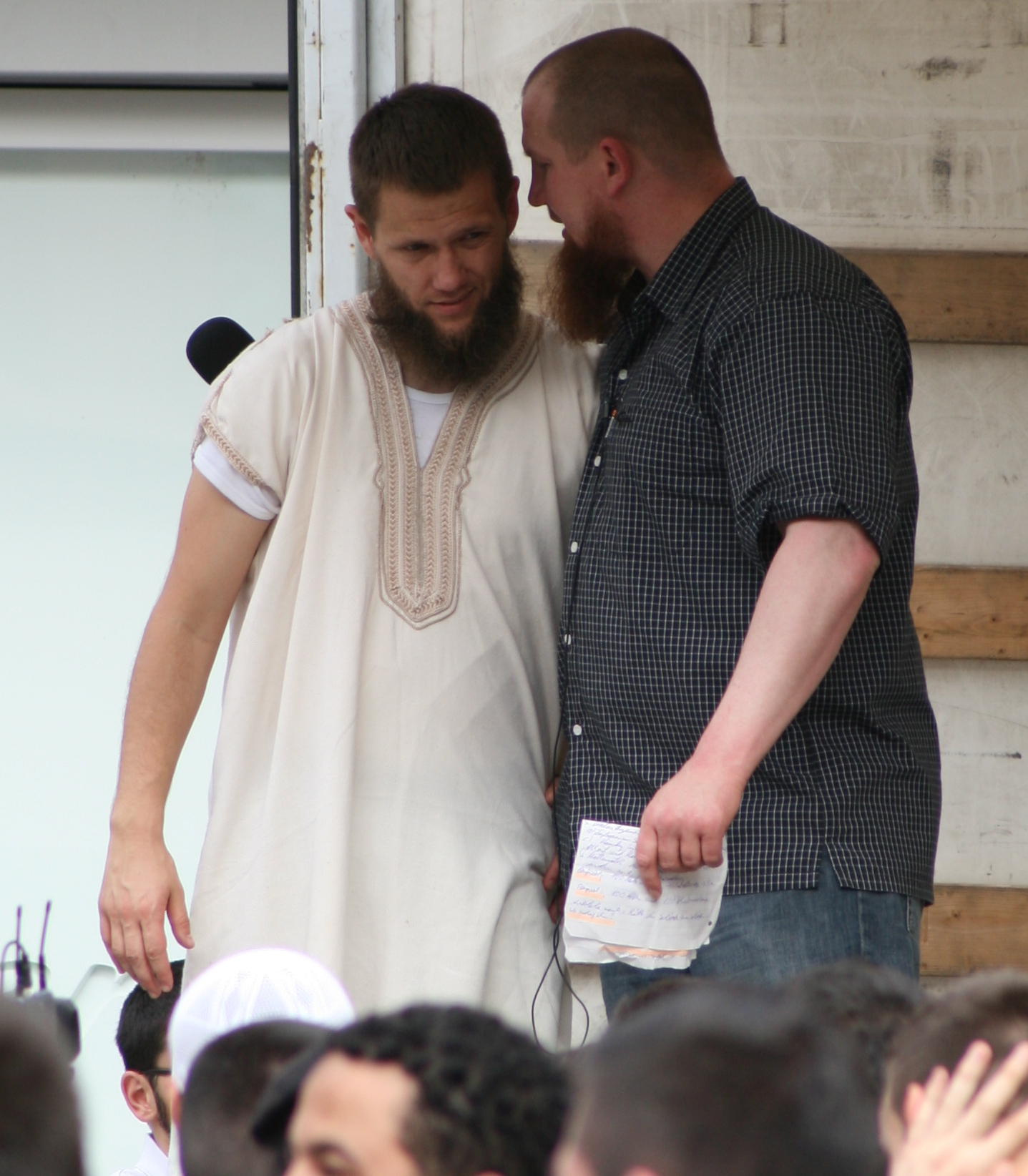
Zleva: Sven Lau (l.) a Pierre Vogel (II.)

Pierre Vogel (nebo také Abu Hamza, * 20. července 1978, Frechen, Severní Porýní-Vestfálsko) je současný německý muslim, salafista a bývalý úspěšný boxer. K islámu konvertoval v roce 2001.

## Biografie
Je synem Waltera Vogela, člena motorkářského klubu 'Hells Angels'. Poté, co jako protestant, jenž navštěvoval křesťanskou školu v Kolíně nad Rýně, konvertoval k islámu, zakončil svoje studium koránu dvouletým studiem na univerzitě Umm al-Kurá v Saúdské Arábii.

### Islámský stát vs. Pierre Vogel
Tzv. Islámský stát jej ve svém internetovém měsíčníku Dabiq zařadil na listinu zavrženíhodných muslimů, a odsoudil jej tak k smrti.